# RY Sagittarii
RY Sagattarii är en eruptiv variabel av RCB-typ (RCB) i stjärnbilden Skytten.
Stjärnan har magnitud +5,8 och når i förmörkelsefasen ner till +14,0. Variabeln upptäcktes i juli 1893 av den brittiske översten och amatörastronomen Ernest Elliot Markwick. 